# Őszény

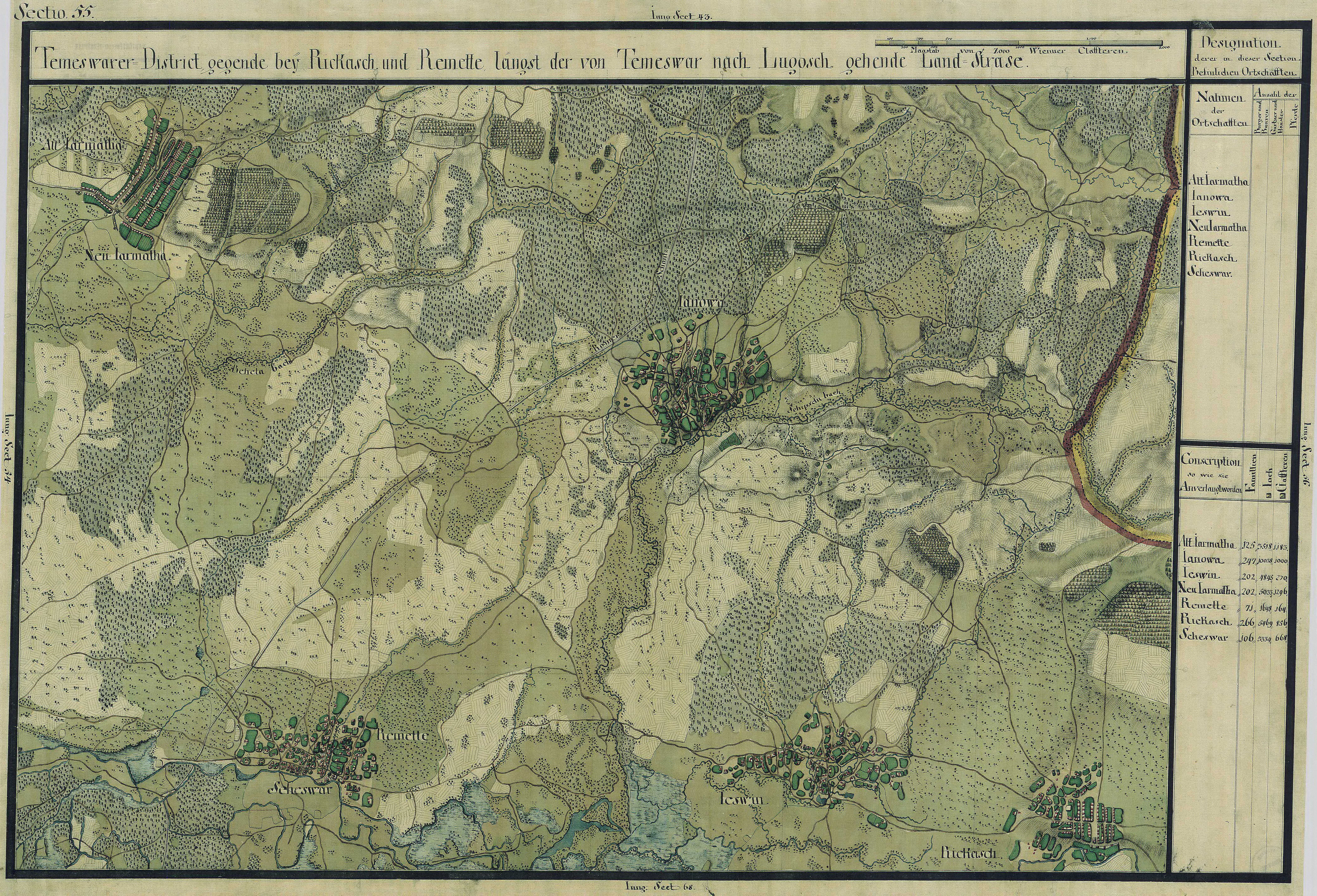
Jezvin (Ieswin) és környéke 1769–72-ben

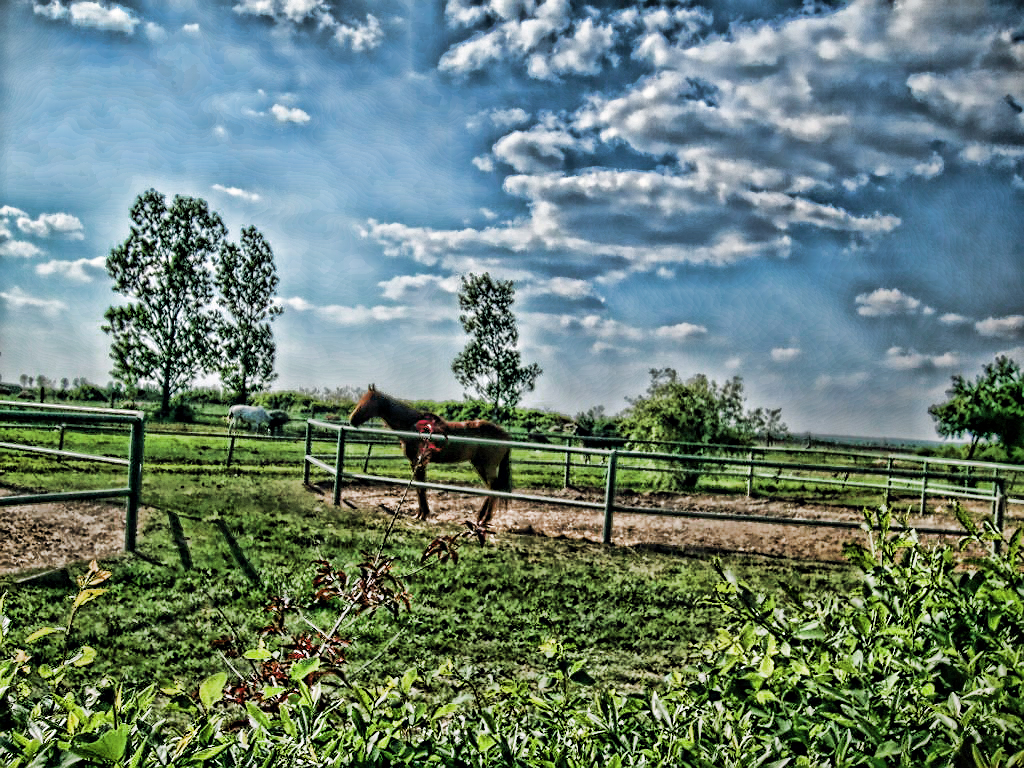
Ménes

Őszény,  1904-ig Jezvin (románul: Izvin) falu Romániában, a Bánságban, Temes megyében.

## Fekvése
Temesvártól 14 kilométerre északkeletre, a Bega jobb partján, az E70-es út két oldalán fekszik.

## Népesség

### A népességszám változása
A lakosság létszáma az első pontos adat éve, 1841 óta nem sokat változott, jobbára 1400 és 1600 fő között mozgott.

### Etnikai és vallási megoszlás
- 1841-ben 1447 ortodox, 146 görög és 14 római katolikus lakosa volt.
- 1900-ban 1606 lakosából 1456 volt román, 107 magyar, 26 német és 11 szerb anyanyelvű; 1337 ortodox, 135 görög, 103 római katolikus és 25 református vallású. (Mivel 1890-ben még csupán 33 magyar anyanyelvű lakosát írták össze, a magyarok többsége feltételezhetően az időközben újjászervezett Ottlik-birtokon dolgozott.)
- 2002-ben 1471 lakosából 1336 volt román, 63 cigány, 37 magyar és 23 szerb nemzetiségű; 1015 ortodox, 281 pünkösdi, 68 görögkatolikus, 65 baptista és 36 római katolikus vallású.

## Története
1333-ban Evsen, 1334-ben Ewun, 1335-ben Ewzin, 1453-ban Wzen, 1554-ben (mai török átírásban) Yıvzin, 1723–25-ben Jesvin néven írták össze. A 14. században katolikus falu lehetett. 1523-ban szerbek lakták. 1720-ban pusztaként, 1723–25-ben ismét lakott településként jelölik. Ebből egyesek arra gondolnak, hogy a két dátum között ideköltöztek Rékas korábbi román falurészének lakói, amely ekkor nem szerepelt. 1761-ben ismét puszta, 1783-ban megint lakott hely, román népességgel. Vályi András szerint az 1790-as években az ortodoxokon kívül katolikusok is lakták. A kincstár birtoka volt és a határ nagyobb része az is maradt egészen az első világháborúig, közigazgatásilag pedig Temes vármegyéhez tartozott. Lakói a 18. század végén és a 19. század elején selyemhernyó-tenyésztéssel és méhészettel foglalkoztak, a filoxéráig szőlőt termesztettek. 1831-ben hatvanöt lakosa áttért a görögkatolikus hitre, számukra 1836-ban önálló parókia létesült. A falu román népességének csupán egy szerény kisebbsége tartozott a felekezethez. A faluban hozta létre Emilia Lungu-Puhallo 1874-ben az első román leányiskolát a Bánátban. A határ Bega felőli részét ártéri, nedves rétek alkották egészen a 19. század végén véghezvitt lecsapolási és szabályozási munkálatokig. 1893-tól az állam gazdaságán, az ún. Kopasztanyán Ottlik Péter hozott létre mintagazdaságot. Az ortodox felekezet temploma 1786-ban, a görögkatolikusoké 1831-ben épült.

## Méntelep
A méntelep első alapításáról a források ellentmondásosak. Elképzelhető, hogy az első lovak a román hadsereg által 1920-ban Mezőhegyesről zsákmányolt állatok voltak, vagy a közös hadsereg az első világháborúban már fiókméntelepet tartott fenn a faluban. A két világháború között mindenesetre már működött itt egy méntelep, amelynek állományát azonban 1940-ben egyesítették a mezőhegyesi eredetű parácival. 1967-ben aztán a paráci méntelepet áthelyezték Jezvinbe, ahol azóta is működik. Kilencszáz hektáron, a korábbi kopasztanyai birtok területén fekszik. Főként nóniusz fajtát, azonkívül ardennit, angol és arab telivért tenyésztenek. A tervezett Temesvár–Lugos-autópálya nyomvonala átszeli a birtokot, amelynek ezért szóba került elköltöztetése.

## Gazdaság
2007-en olasz tulajdonú sajtgyár kezdte meg a termelést.

## Híres emberek
- Itt született 1794-ben Sava Petrović ikonfestő.
- Itt született 1907. július 5-én Zathureczky Gyula író, újságíró.
- Itt élt 1911-es haláláig Ottlik Géza apai nagyapja.